# Jeremiah S. Black
Jeremiah Sullivan Black (10 de enero de 1810-19 de agosto de 1883) fue un político y abogado estadounidense. Fue hijo del representante Henry Black, y el padre del escritor y el teniente gobernador de Pensilvania Chauncey Forward Black.

## Biografía
Nació el 10 de enero de 1810 en Stony Creek, en el condado de Somerset (estado de Pensilvania). Fue en gran medida autodidacta, y antes de la edad permitida le concedieron la licencia de abogacía. Poco a poco se convirtió en uno de los principales abogados americanos, y desde 1851 hasta 1857 fue miembro de la Corte Suprema de Pensilvania, actuando como jefe de justicia desde 1851 hasta 1854. En 1857 entró en el Gabinete del presidente James Buchanan como el procurador general. En este cargo impugnó con éxito la validez de los reclamos de tierras de California (unas 19 000 millas cuadradas, unos 49 000 km²), que supuestamente se otorgaron de manera fraudulenta a acaparadores de tierras y otros por el gobierno mexicano antes de la clausura de la Guerra México-Americana. De 17 de diciembre de 1860 al 4 de marzo de 1861 fue secretario de Estado. Tal vez el más influyente de los asesores oficiales del presidente Buchanan, negó la constitucionalidad de la secesión, e instó a que Fort Sumter adecuadamente reforzado y defendido. Sin embargo, también argumentó que un Estado no puede ser legalmente obligado por el gobierno federal.

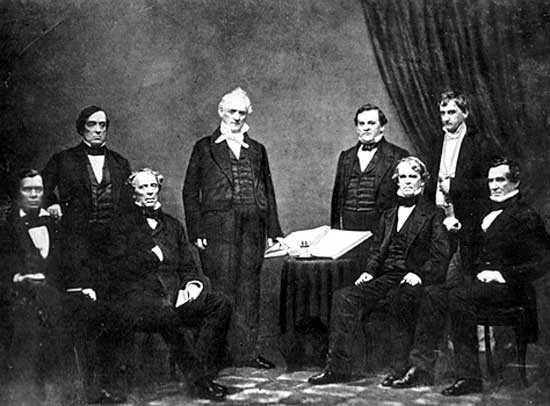
El Presidente Buchanan y su gabinete
De izquierda a derecha: Jacob Thompson, Lewis Cass, John B. Floyd, James Buchanan, Howell Cobb, Isaac Toucey, Joseph Holt and Jeremiah S. Black, (c. 1859)

El presidente Buchanan presentó su candidatura para un puesto en el Tribunal Supremo, pero fue rechazada en el Senado por un solo voto del 21 de febrero de 1861. Se convirtió en reportero de decisiones de la Corte Suprema de los Estados Unidos en 1861, pero tras la publicación de los informes para los años 1861 y 1862, renunció y se dedicó casi exclusivamente a su práctica privada, apareciendo en casos importantes ante el Tribunal Supremo como: Ex parte Milligan (en el que hábilmente defendió el derecho de juicio por jurado; Ex parte McCardle; Blyew contra los Estados Unidos, y otros.
Después de la guerra civil estadounidense se opuso enérgicamente al plan del Congreso de Reconstrucción y redactó el mensaje del presidente Andrew Johnson para vetar la Ley de Reconstrucción del 2 de marzo de 1867. Black fue también, por un corto tiempo, el abogado del presidente Johnson en el juicio político ante el Senado de Estados Unidos, y por William W. Belknap, secretario de Guerra de Estados Unidos desde 1869 a 1876, aunque en 1876 fue destituido en un cargo de corrupción, también representó a Samuel J. Tilden, durante la lucha por la presidencia entre Tilden y Rutherford B. Hayes. Murió en Brockie, Pensilvania, el 19 de agosto de 1883, a la edad de setenta y tres años.